# Giovanni V bar Isa
Giovanni bar Isa (Karkh Djuddan, ... – Baghdad, 8 gennaio 1012) è stato un vescovo cristiano orientale siro, vescovo di Shenna d'Beth Ramman, metropolita di Rew-Ardashir e patriarca della Chiesa d'Oriente tra il 1001 e il 1012.

## Biografia
Giovanni bar Isa era originario di Karkh Djuddan, città sulla frontiera tra l'Iraq e l'Iran nei pressi di Khanaqin, nella regione di Beth Garmai.
Secondo gli storici nestoriani Mari ibn Sulayman e Sliwa bar Yuhanna, orfano fin dalla giovane età e cresciuto dai parenti, era vescovo di Shenna, nel Beth Aramaye, quando divenne metropolita di Rew-Ardashir nella provincia di Fars. Alla morte del patriarca Mari II bar Toba, la scelta cadde su Giovanni, che ricevette la consacrazione patriarcale il 26 ottobre 1001. Barebreo racconta che, prima che i vescovi potessero riunirsi per eleggere il nuovo patriarca, Giovanni ottenne l'appoggio del governatore locale, che impose l'elezione del metropolita del Fars. Questo gli attirò le antipatie di buona parte dell'episcopato e dei fedeli nestoriani.
Il nuovo patriarca consacrò Elia di Nisibi vescovo di Beth Nuhadra il 15 febbraio 1002.
Giovanni fece largò uso delle tangenti per ottenere e elargire favori, preoccupandosi poco dei beni della sua Chiesa, spesso lasciati andare in rovina. Prese inoltre misure severe contri i cristiani della Chiesa ortodossa siriaca presenti a Baghdad.
Fu durante il suo patriarcato che giunse la notizia della conversione in massa dei Kereiti. Il metropolita di Merv, Abdisho, scrisse al patriarca per chiedere quali regole si dovevano adottare con questo popolo, soprattutto circa l'osservanza del digiuno quaresimale.
Morì a Baghdad l'8 gennaio 1012 e fu sepolto nella chiesa di Nostra Signora (al-Kursi) del quartiere di Dar al-Rum di Baghdad.